# POSCO
POSCO (кор. 포스코 Пхосыкхо) — корейская сталелитейная компания, на 2017 год пятая крупнейшая в мире по объёму произведённой стали (42,19 млн тонн).
В списке крупнейших компаний мира Forbes Global 2000 за 2018 год POSCO заняла 228-е место, в том числе 141-е по выручке, 297-е по чистой прибыли, 410-е по активам и 515-е по рыночной капитализации. Журнал Fortune в списке 500 крупнейших компаний мира поместил POSCO на 184-е место.

## История компании
В 1960-х годах президент Южной Кореи Пак Чон Хи и его администрация пришли к выводу что самодостаточность в производстве стали и постройка металлургического комбината полного цикла являются ключевой необходимостью для развития экономики. Поскольку до 1968 года в Южной Корее не было крупных металлургических комбинатов, большинство представителей местного и зарубежного бизнеса скептически относились к решению Сеула интенсивно инвестировать в развитие собственной сталеплавильной компании. Несмотря на скептицизм, под руководством основателя Пак Тхэ Джуна, ПОСКО было основано как совместное предприятие правительства республики и ТэгуТек (TaeguTec, в то время Корейская Компания Вольфрама). Первоначально планировалось, что $100 млн, необходимые на строительство, даст консорциум из 7 западных сталелитейных компаний, однако уже в 1969 году консорциум распался. На встрече корейских и японских министров в августе 1969 года было решено, что средства предоставит Япония: $52,5 млн Экспортно-импортный банк Японии, $46,43 Фонд экономического сотрудничества, $28,58 коммерческие займы и ещё $24 млн из других источников. Техническую поддержку обеспечили Mitsubishi Heavy Industries, Nippon Kokan (JFE Holdings), Nippon Steel Corporation. Комбинат намеренно строился как можно дальше от Сеула, в городе Пхохан. Строительство было завершено в 1972 году, всего через четыре года после основания компании в апреле 1968 года, уже в следующем году комбинат, включавший домну и два конвертера, заработал на полную мощность (около миллиона тонн стали в год). Строительство второй очереди началось в 1974 году, третьей — в 1976 году и четвёртой — в 1979 году (к этому времени корейские специалисты почти полностью вытеснили японских, производство стали достигло 8,5 млн тонн).
Нехватка минеральных ресурсов в Корее вынудила POSCO искать их за рубежом. Железная руда закупалась в Бразилии, уголь поставляло из Пенсильвании совместное предприятие POSCO и американской компании Barnes & Tucker. В 1992 году завершено строительство второго металлургического комбината в Кванъяне, производство стали достигло 21 млн тонн в год, что вывело POSCO на второе место в мире по производству стали. В 1986 году совместно с USX Corporation построен комбинат в Калифорнии (USS-POSCO). Однако спад спроса на сталь в Европе и США привёл POSCO в начале 1990-х годов на новый рынок — КНР; если в 1991 году туда было экспортировано 200 тысяч тонн стали, то в следующем году уже 1 млн тонн. Также в 1992 году компания инвестировала $97 млн в строительство оцинковочного завода в Шанхае и установила партнёрские отношения с государственной Вьетнамской сталелитейной корпорацией (совместно был построен завод по производству труб близ Хошимина). Таким образом на фоне мирового спада отрасли POSCO показала в 1992 году рекордную прибыль в 185,1 млрд вон ($234 млн), 45 % продукции шло на экспорт.
Изначально POSCO была государственной компанией, но в 1988 году прошла частичную приватизацию, в 1994 году стала первой корейской компанией, вошедшей в листинг Нью-Йоркской фондовой биржи. В истории компании не обошлось и без скандала. В 1992 году Пак Тхэ Джун неожиданно подал в отставку с поста председателя правления, против него и компании в целом было начато следствие по подозрению в коррупции; в 1993 году на компанию был наложен штраф 79,3 млрд вон, на Пака лично штраф в 6,3 млрд вон (Пак спешно отправился в Японию). Тем временем POSCO продолжала расширять географию деятельности через совместные предприятия в КНР, Индонезии, Вьетнаме, Мьянме и Венесуэле, а также сферу деятельности, выйдя на рынки телекоммуникаций, производства электроэнергии и транспортировки сжиженного газа.
POSCO ощутила на себе азиатский финансовый кризис 1997 года, сильно ударивший по экономикам Кореи, Японии, Таиланда и Китая, основным рынкам компании; в 1998 году впервые в своей истории сократила производство стали. Другими следствиями кризиса стало банкротство двух корейских конкурентов (Sammi Steel Co. и Hanbo), а также ускорение приватизации POSCO, завершённой в 2001 году. Также в 2001 году POSCO сформировала альянс с японской Nippon Steel и китайской Baoshan Iron & Steel Works для сдерживания роста цен на сырьё и падения цен на готовую продукцию. В 2002 году POSCO стало официальным названием компании.
В 2005 году было подписано соглашение с индийским штатом Орисса о строительстве крупного металлургического комбината с электростанцией и портом, стоимость проекта оценивалась в $12 млрд. Для реализации проекта была создана дочерняя компания POSCO India. В 2012 году от проекта отказались из-за протестов местного населения и возможного экологического ущерба. Такая же судьба постигла проект в другом индийском штате, Карнатака. Таким образом, POSCO India владеет лишь одним комбинатом в штате Махараштра.
В 2010 году была куплена торговая компания чеболя Дэу Daewoo International

## Деятельность
Основным регионом деятельности является Республика Корея, на неё приходится 39 % продаж стальной продукции, остальные 61 % продаж даёт экспорт, из них 28,5 % в КНР, 11,3 % в Японию, 23,3 % в другие страны Азии, 9,5 % в Европу, 8,5 % в Северную Америку. Доля на домашнем рынке стали в 2017 году составила 43,4 % (другие корейские компании — 28,2 %, импорт — 28,4 %). Практически всё сырьё импортируется, в 2017 году компанией было ввезено 52,9 млн тонн железной руды (из Австралии, Бразилии и Канады) и 27,4 млн тонн угля (из Австралии, Канады и России).
Основные подразделения компании:
- Сталь — производство металлопроката и других стальных изделий; оборот в 2017 году составил 30,23 трлн вон, активы — 70 трлн вон.
- Торговля — закупка сырья и реализация продукции на мировых рынках через дочернюю компанию POSCO Daewoo; оборот — 20,8 трлн вон, активы — 14 трлн вон.
- Строительство — строительство промышленной и жилой недвижимости (POSCO E&C); оборот — 6,89 трлн, активы — 8,6 трлн вон.
- Другое — вырабатывание электроэнергии (POSCO Energy Corporation), производство углеродных материалов, услуги в сфере информационных технологий; оборот — 2,74 трлн вон, активы — 8,8 трлн вон.

| Год                 | 2000  | 2001  | 2002  | 2003  | 2004  | 2005  | 2006  | 2007  | 2008  | 2009  | 2010  | 2011  | 2012  | 2013  | 2014  | 2015   | 2016  | 2017  |
| ------------------- | ----- | ----- | ----- | ----- | ----- | ----- | ----- | ----- | ----- | ----- | ----- | ----- | ----- | ----- | ----- | ------ | ----- | ----- |
| Оборот              | 13,78 | 13,12 | 14,36 | 17,79 | 23,97 | 26,30 | 25,84 | 31,61 | 41,74 | 36,86 | 47,89 | 68,94 | 63,60 | 61,77 | 64,76 | 58,52  | 52,94 | 60,19 |
| Чистая прибыль      | 1,634 | 0,846 | 1,089 | 2,017 | 3,841 | 4,007 | 3,353 | 3,678 | 4,350 | 3,242 | 4,765 | 2,442 | 1,748 | 1,363 | 0,108 | -0,278 | 1,486 | 2,348 |
| Активы              | 19,62 | 18,98 | 18,68 | 20,84 | 24,28 | 27,53 | 31,21 | 36,35 | 47,21 | 51,07 | 69,42 | 78,41 | 79,27 | 84,84 | 85,84 | 80,75  | 80,14 | 79,79 |
| Собственный капитал | 9,936 | 10,75 | 11,27 | 13,02 | 16,21 | 19,88 | 22,45 | 25,17 | 28,42 | 32,06 | 38,54 | 40,73 | 42,43 | 45,78 | 45,26 | 45,01  | 45,77 | 47,33 |

### Металлургические заводы в Пхохане и Кванъяне
По состоянию на конец 2008 года:
| Завод              | Пхохан | Кванъян |
| ------------------ | --- | --- |
| Производство стали | 14,936 млн тонн | 18,199 млн тонн |
| Основная продукция | Горячекатаные стальные рулоны, плиты, холоднокатаные стальные рулоны, проволока, электрические стали, нержавеющие и API стали и др. | Горячекатаные стальные рулоны, холоднокатаные стальные рулоны, автомобильные стали, API стальные плиты. |
| Общая площадь      | 8,9 км² | 14,4 км² |
| Число сотрудников  | 6251 | 5966 |
| Описание           | Завод построен в четыре фазы между апрелем 1970-го и февралём 1981 года на юго-восточном побережье Кореи. Первый в Южной Корее металлургический завод полного цикла. В дополнение к нержавеющим и углеродистым сталям, на заводе была разработана и построена первая в мире чугуноплавильная печь по технологии FINEX | Новейший завод ПОСКО, построенный на искусственной земле, между сентябрём 1982-го и октябрём 1992 года. Полностью автоматизирован, концентрируется на производстве продуктов с высокой добавочной стоимостью: высокопрочные конструкционные стали, автомобильные и API сорта. |

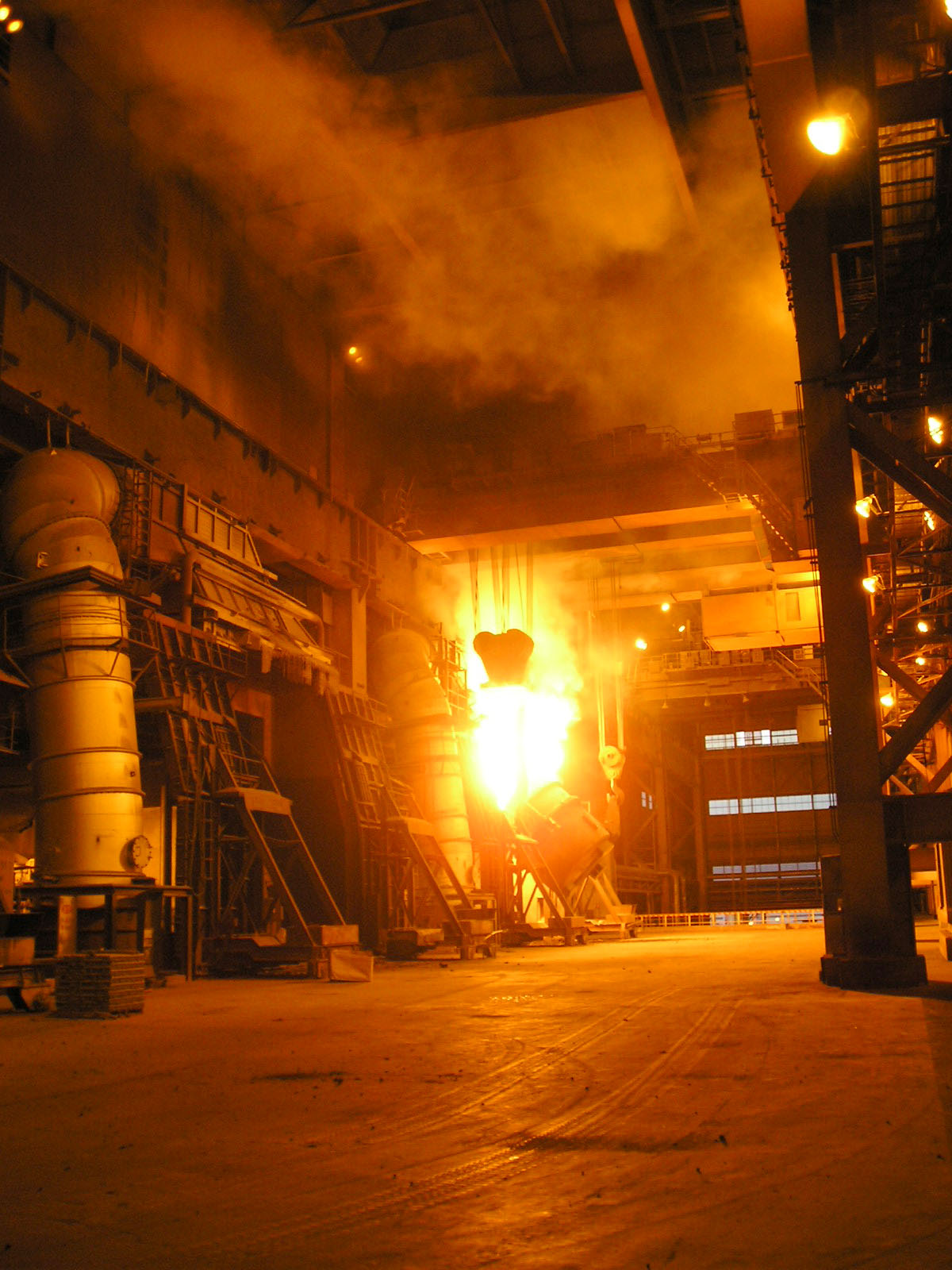
Металлургический комбинат в Кванъяне

Также компания имеет производственные мощности в других странах:
- КНР (Zhangjiagang Pohang Stainless Steel Co., Ltd., доля 82,5 %, работает с 1998 года, 1,159 млн тонн стали);
- Индонезия (PT. Krakatau POSCO Co., Ltd., доля 70 %, работает с 2013 года, 3 млн тонн слябов);
- Вьетнам (POSCO SS VINA Co., Ltd., 100 %, работает с 2015 года, 0,9 млн тонн стали).

### Главное управление
Штаб-квартира ПОСКО и ПОСКО Центр в Сеуле являются главными управляющими звеньями в компании. В них принимаются основные корпоративные решения, в частности касающиеся управления, планирования и финансов сталеплавильных комбинатов в городах Пхохан и Кванъян. Сооружение штаб-квартиры ПОСКО по адресу город Пхохан, округ Нам, район Кведон, строение 1 (кор. 경북 포항시 남구 괴동동 (주)포스코건설), было завершено 1 апреля 1987 г., и с тех пор стало символом всей компании.

### ПОСКО Центр

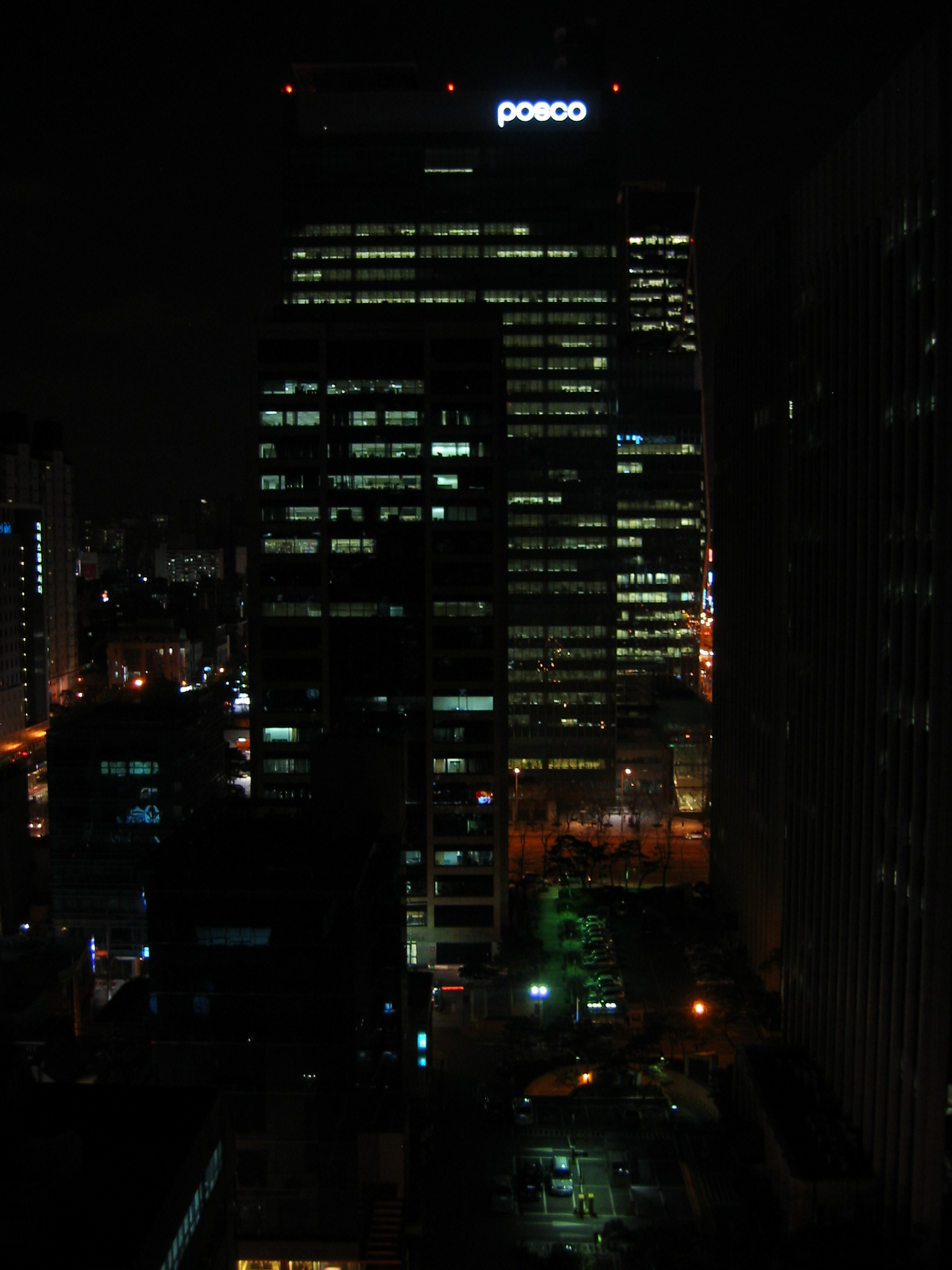
ПОСКО Центр ночью

Являясь победителем Сеульской премии в области архитектуры 1995 года за прогрессивное сочетание новейшего дизайна и экологически безопасного инжиниринга, ПОСКО Центр считается первым в Южной Корее т. н. «умным» зданием. Это здание находится в районе Каннамгу на юге Сеула, является центром многочисленных бесплатных культурных событий, концертов и выставок.

## Дочерние компании

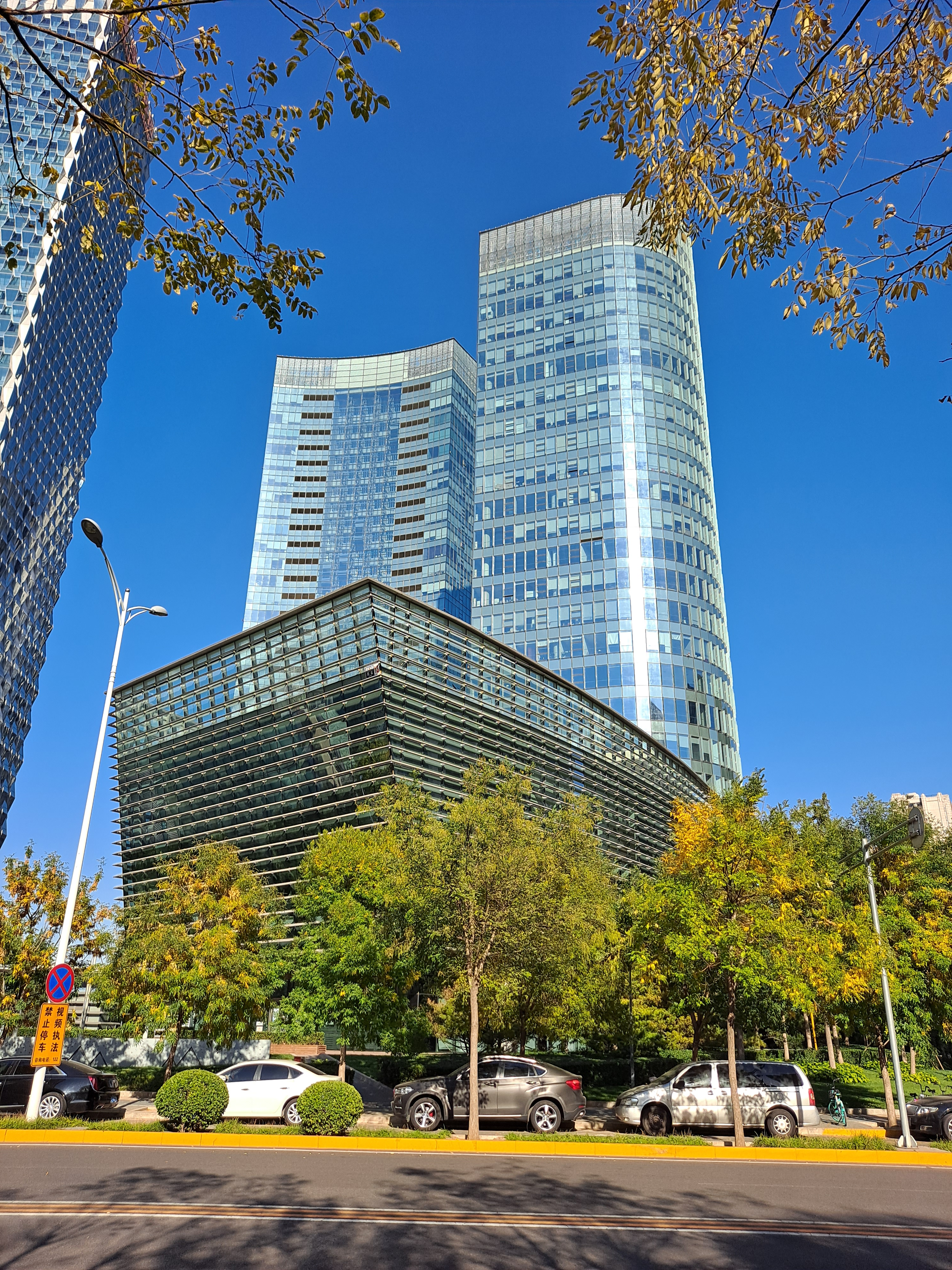
POSCO-центр в Пекине

На конец 2017 года у POSCO было 40 корейских дочерних компаний, 139 зарубежных дочерних компаний и 111 совместных предприятий. Зарубежные дочерние компании имеются в следующих странах: США, Австралия, Боливия, Бразилия, Великобритания, Венесуэла, Вьетнам, Гватемала, Германия, Индия, Индонезия, Италия, Камбоджа, Канада, КНР, Маврикий, Малайзия, Мексика, Монголия, Мьянма, ОАЭ, Панама, Папуа-Новая Гвинея, Перу, Польша, Россия, Сингапур, Словения, Таиланд, Турция, Узбекистан, Украина, Уругвай, Филиппины, Чили, Эквадор, ЮАР, Япония,

## Акционеры
На конец 2017 года компанией было выпущено 87 млн акций, из них 8,24 % находятся в собственности компании (казначейские акции), 70 % акций в свободном обращении, крупнейшие акционеры:
- National Pension Service — 11,08 % ;
- Nippon Steel & Sumitomo Metal Corporation — 3,32 %;
- BlackRock Institutional Trust Company, N.A. — 2,85 %;
- Government of Singapore Investment Corp. Private Limited — 2,22 %;
- KB Financial Group Inc. — 2,20 %;
- руководство компании — 0,02 %.

## Спонсорство
Компании принадлежат два корейских футбольных клуба, Пхохан Стилерс (основан в 1973 году) и Чоннам Дрэгонз (основан в 1994 году). Пхохан Стилерс является единственным клубом Азии, трижды выигравшем Лигу чемпионов АФК.